# Vatan Sport Bremen
Der Kultur und Sport Verein Vatan Sport Bremen von 1978 e. V.  ist ein in Bremen beheimateter Sportverein. Das türkische Wort „Vatan“ bedeutet im Deutschen so viel wie „Heimat“. Neben den sportlichen Aktivitäten engagiert sich der Verein auch im kulturellen, sozialen und Bildungsbereich für ausländische Bürger.

## Aktivitäten
Der Verein verfügt über acht Fußball-Mannschaften, einschließlich einer Frauenfußballmannschaft. Daneben bestehen eine Folklore-, eine Nachhilfe- und eine Frauengruppe des Vereins. Insgesamt werden 160 Jugendliche in dem Verein betreut. Vatan Sport hat 350 Mitglieder. Die Vereinsfarben sind rot, weiß und schwarz.

## Geschichte
Der Verein wurde am 20. Mai 1978 in Bremen als Fußballverein gegründet. Zunächst lief die Mannschaft 1978 in der Kreisliga C auf, stieg in der Saison 1979/80 aber bereits auf. 1980/81 spielte Vatan Sport in der Kreisliga A, 1981/82 in der Bezirks- und später in der Landesliga. Es folgte der Aufstieg in die Verbandsliga und 1995 für eine Saison in die Fußball-Oberliga Nord. In der Saison 2008/09 stieg der Verein aus der Bremen-Liga in die sechstklassige Landesliga Bremen ab. Im Jahr 2012 gelang den 1. Herren wiederum der Aufstieg in die höchste Bremer Liga, ehe drei Jahre später der erneute Abstieg folgte. 
Ein paar Jahre nach der Gründung begann der Verein auch Jugendmannschaften aufzubauen. Zwischenzeitlich hatte der Verein
auch eine jugendliche Mädchen-Mannschaft. Kurzzeitig unterhielt Vatan Sport ab 1979 eine Abteilung fürs Ringen, deren Mannschaft 1980 Landesmeister wurde, 1981 aber wieder aufgegeben wurde. Seit 1991 ist der Verein auch kulturell aktiv.

## Erfolge
- 1995: Bremer Meister
- 2011/2012: Bundessieger Fair Play A.Jugend
- 2011/2012: Vize-Meister Landesliga und Aufstieg in die Bremen-Liga